# バーリー・グリフィン湖
バーリー・グリフィン湖(Lake Burley Griffin)は、オーストラリアの首都キャンベラの中心にある人工湖。1964年、モロングロ川をせき止めて作られた。人工島アスペン島がある。
湖の名前は、キャンベラの都市計画を策定したアメリカ合衆国の建築家ウォルター・バーリー・グリフィンに由来する。
湖畔近くには連邦議会堂、オーストラリア高等裁判所、オーストラリア国立図書館、オーストラリア国立美術館、国立科学技術センター（QUESTACON:クエスタコン）、オーストラリア戦争記念館などが立ち並ぶ。また毎日10時から11時45分と14時から15時45分に巨大な水柱を吹き上げるキャプテン・クック記念噴水(Captain Cook Memorial Water Jet)が有名。
湖を一周できるサイクリング路も整備されている。

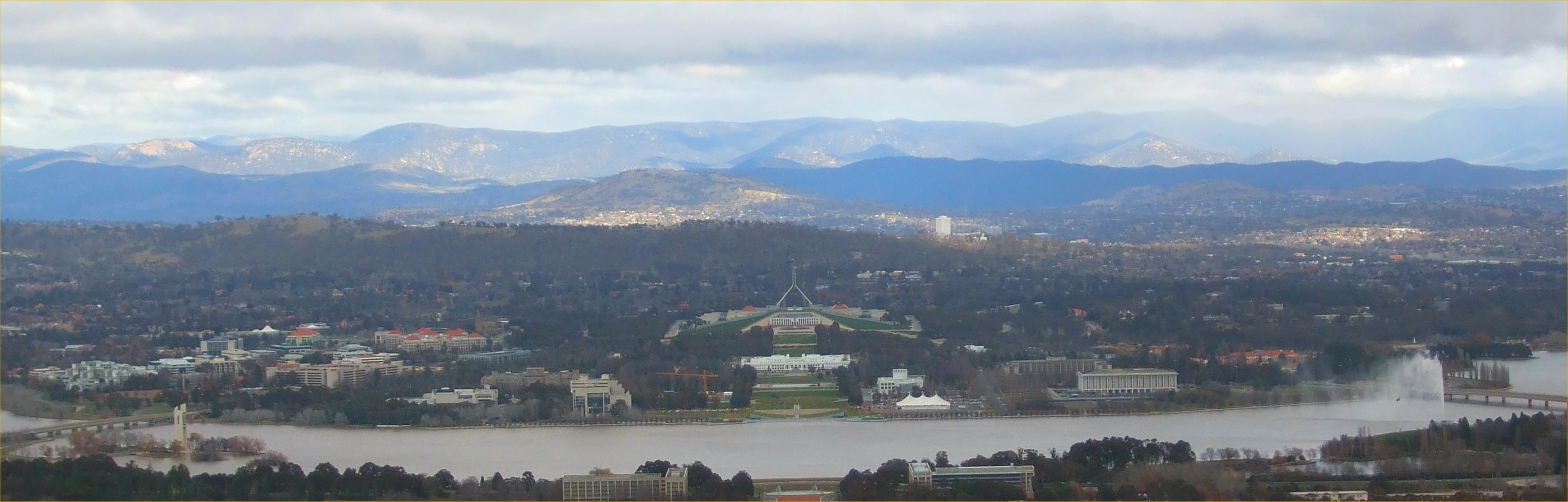
バーリー・グリフィン湖と連邦議会堂